# Lei de Drogas
A Lei de Drogas (ou Lei de Tóxicos), oficialmente lei 11.343/2006, institui o sistema de políticas públicas sobre drogas no Brasil.
Promulgada em 23 de agosto de 2006, a lei prescreve "medidas para prevenção do uso indevido, atenção e reinserção social de usuários e dependentes de drogas; estabelece normas para repressão à produção não autorizada e ao tráfico ilícito de drogas; define crimes e dá outras providências."
O artigo 28 da lei trata de crimes relacionados à posse de drogas ilícitas para consumo próprio, elencando as seguintes sanções: "I - advertência sobre os efeitos das drogas; II - prestação de serviços à comunidade; III - medida educativa de comparecimento a programa ou curso educativo."
O artigo 33 da lei trata da produção e distribuição não autorizada e do tráfico de drogas ilícitas, elencando as penas de "reclusão de 5 (cinco) a 15 (quinze) anos e pagamento de 500 (quinhentos) a 1.500 (mil e quinhentos) dias-multa."
Uma crítica à lei é sobre a omissão da distinção objetiva entre consumo pessoal e tráfico.

## Consumo pessoal
O artigo 28 da Lei 11.343/2006 diz que as seguintes condutas são consideras crime:
Art. 28. Quem adquirir, guardar, tiver em depósito, transportar ou trouxer consigo, para consumo pessoal, drogas sem autorização ou em desacordo com determinação legal ou regulamentar será submetido às seguintes penas:
De acordo com o Supremo Tribunal Federal, esse artigo prevê um tipo penal, em outras palavras, a posse de drogas para consumo pessoal é um crime. Contudo, as sanções previstas, "I - advertência sobre os efeitos das drogas; II - prestação de serviços à comunidade; III - medida educativa de comparecimento a programa ou curso educativo.", não são consideradas penas, ocorrendo o fenômeno da "despenalização", caracterizado pela exclusão de penas privativas de liberdade como sanção principal ou substitutiva, não deixando, contudo, de ser crime, com as consequências dessa definição (perda dos direitos políticos, possibilidade de reincidência, antecedentes, etc). Esse entendimento foi firmado no julgamento de questão de ordem no Recurso Extraordinário 4301059/RJ, relatado pelo Ministro Sepúlveda Pertence, decidido por unanimidade pela Primeira Turma, em 2007.
Da mesma forma, prevê os seguintes crimes:
§ 1o Às mesmas medidas submete-se quem, para seu consumo pessoal, semeia, cultiva ou colhe plantas destinadas à preparação de pequena quantidade de substância ou produto capaz de causar dependência física ou psíquica.
O parágrafo segundo diz que, para determinar se a droga seria destinada para consumo pessoal, o juiz deverá atentar "à natureza e à quantidade da substância apreendida, ao local e às condições em que se desenvolveu a ação, às circunstâncias sociais e pessoais, bem como à conduta e aos antecedentes do agente."
Nota-se que não há um critério objetivo para determinar o elemento subjetivo, ou seja, para determinar a intenção da pessoa que seria encontrada com a droga, como por exemplo a quantidade de droga por peso.
Na hipótese de o autor do fato se recusar a cumprir as sanções descritas acima, o juiz deverá, de acordo com o parágrafo sexto, submetê-lo, sucessivamente, a "I - admoestação verbal; II - multa." 
Sobre a multa, veja:
Art. 29. Na imposição da medida educativa a que se refere o inciso II do § 6o do art. 28, o juiz, atendendo à reprovabilidade da conduta, fixará o número de dias-multa, em quantidade nunca inferior a 40 (quarenta) nem superior a 100 (cem), atribuindo depois a cada um, segundo a capacidade econômica do agente, o valor de um trinta avos até 3 (três) vezes o valor do maior salário mínimo.
Parágrafo único. Os valores decorrentes da imposição da multa a que se refere o § 6o do art. 28 serão creditados à conta do Fundo Nacional Antidrogas.
Segundo o site do Fundo Nacional Antidrogas, órgão do Ministério da Justiça, seus recursos são "destinados ao desenvolvimento, à implementação e à execução de ações, programas e atividades de repressão, de prevenção, tratamento, recuperação e reinserção social de dependentes de substâncias psicoativas."

### Alegação de inconstitucionalidade
Na defesa de um preso que possuía 3 gramas de maconha em sua cela, a Defensoria Pública do Estado de São Paulo argumentou por meio do Recurso Extraordinário 635.659 (RE 635659/SP) que a criminalização do porte de drogas para consumo pessoal é inconstitucional pois tal conduta é protegida pelo princípio constitucional da intimidade e não prejudica a saúde pública. O recurso está sendo julgado pelo Supremo Tribunal Federal (STF), com repercussão geral reconhecida, e a tese de inconstitucionalidade foi aceita pelo ministro Gilmar Mendes, relator do caso, que declarou inconstitucional o artigo 28 da Lei de Drogas, defendendo a descriminalização do porte de drogas ilícitas para consumo pessoal, sendo esse entendimento válido para todas as drogas ilícitas. Sugeriu também que as sanções para a posse de drogas para consumo pessoal continuem existindo, mas com caráter de infração administrativa, e não crime.
Acompanharam o relator os ministros Luiz Edson Fachin e Luís Roberto Barroso, apenas quanto à descriminalização da maconha, por ser o assunto do caso concreto e por entenderem que uma posição mais abrangente, embora usando as mesmas premissas, necessitaria de uma análise mais detalhista quanto às consequências, sendo que o Ministro Barroso também propôs que "[à] luz dos estudos e critérios existentes e praticados no mundo, recomenda-se a adoção do critério seguido por Portugal, que, como regra geral, não considera tráfico a posse de até 25 gramas de Cannabis. No tocante ao cultivo de pequenas quantidades para consumo próprio, o limite proposto é de 6 plantas fêmeas." Após o pedido de vista do ministro Teori Zavascki, o julgamento foi suspenso. Segundo o ministro Zavascki, o caso seria decido no segundo semestre de 2016, porém não foi decidido naquele ano..
No dia 11 de agosto de 2017, a Defensoria Pública de São Paulo requereu suspensão do processamento de todos os processos pendentes, em todo território nacional, que versem sobre o tema do Recurso Extraordinário, enquanto não encerrado o julgamento.
No dia 23 de novembro de 2018, o Ministro Alexandre de Moraes, que substituiu Zavascki após sua morte em um acidente aéreo, devolveu o processo,. O processo foi pautado para julgamento no dia 24 de maio de 2023, 1º de junho de 2023, 21 e 22 de junho do mesmo ano, não tendo sido retomado o julgamento nessas datas..
O julgamento continuou no dia 2 de agosto de 2023, com o voto-vista do ministro Alexandre de Moraes, que foi favorável a não considerar crime a posse entre 25 e 60 gramas de cannabis, ou seis plantas fêmeas, mas não tratando de outras drogas. O relator, Gilmar Mendes, havia sugerido a descriminalização do porte de todas as drogas, então pediu o adiamento do julgamento, para que pudessem chegar a um consenso entre os ministros.
O julgamento continuou no dia 24 de agosto de 2023, ocasião em que o relator modificou seu voto para restringir apenas a cannabis e limitar a 60 gramas ou seis plantas fêmeas. Em seguida votou o ministro Cristiano Zanin, que foi contra a descriminalização, mas votou no sentido de não considerar tráfico a posse de até 25 gramas de cannabis ou seis plantas fêmeas, continuando a ser crime de posse para consumo pessoal. O ministro André Mendonça pediu vista, e o julgamento ficará suspenso pelo prazo máximo de 90 dias, mas a ministra Rosa Weber antecipou seu voto para acompanhar o ministro relator, Gilmar Mendes.
No dia 6 de março de 2024 foi pautada a continuidade do julgamento, iniciando pelo voto-vista do ministro André Mendonça.  Na véspera do julgamento ativistas e parlamentares religiosos se reuniram com o presidente do STF, Roberto Barroso, para pedir o adiamento do julgamento, mas o pedido foi negado.

## Tráfico de drogas
Os artigos 33 a 37 da Lei 11.343/2006 tratam de forma bastante extensa as condutas consideradas crime, que alcançam toda a estrutura de associação, produção, empacotamento, distribuição, logística, venda e financiamento, entre outras.
O caput do artigo 33 da Lei 11.343/2006 diz que as seguintes condutas são consideradas crime:
Art. 33. Importar, exportar, remeter, preparar, produzir, fabricar, adquirir, vender, expor à venda, oferecer, ter em depósito, transportar, trazer consigo, guardar, prescrever, ministrar, entregar a consumo ou fornecer drogas, ainda que gratuitamente, sem autorização ou em desacordo com determinação legal ou regulamentar:
Pena - reclusão de 5 (cinco) a 15 (quinze) anos e pagamento de 500 (quinhentos) a 1.500 (mil e quinhentos) dias-multa.

## Adoção de critérios objetivos na diferenciação entre posse para uso e posse para tráfico
Conforme nota técnica feita pelo Instituto Igarapé no ano de 2015 os critérios estabelecidos no Art. 28, § 2º, da Lei de Drogas (“a quantidade e a natureza da substância apreendida; o local e as condições da ação; as circunstâncias sociais e pessoais, a conduta e os antecedentes do agente”), são, em sua maioria, subjetivos, a exceção fica por conta ao que se refere à quantidade e à natureza da substância apreendida, disciplinada em portaria da ANVISA (Agência Nacional de Vigilância Sanitária), o que, segundo o documento, não representa uma solução definitiva, visto que a questão da quantidade acabou ficando em aberto, sendo reconhecido pelo Supremo Tribunal Federal, ainda no ano de 2015, a partir do Habeas Corpus n. 127.986, a necessidade de que sejam estabelecidos parâmetros objetivos para que, nos casos concretos, os agentes possam classificar o critério legal da quantidade da droga assim como em relação à sua natureza.
Posteriormente, em 2019, a Plataforma Brasileira de Política de Drogas (PBPD) também apresentou uma nota técnica a respeito da adoção de critérios objetivos, onde foram analisadas duas questões principais com intuito de verificar a possibilidade de se estabelecer uma estimativa do consumo diário de certas drogas (dentre estas cannabis, cocaína, crack, metanfetamina, ecstasy e LSD), bem como qual a metodologia utilizada na coleta e análise dos dados obtidos e os “parâmetros amostrais e abrangência da pesquisa”. Assim, a partir de uma consulta aos membros da PBPD (34 instituições, núcleos de pesquisa e coletivos, bem como o conselho consultivo, composto por um grupo de 28 especialistas e ativistas) foi elaborado um documento contendo os “critérios objetivos para a distinção entre posse para uso e posse para tráfico de drogas”, sendo que, como afirmou a Plataforma, a distinção das quantidades de consumo médio de drogas ilícitas só teria cabimento se fosse utilizada para auxiliar nas decisões judiciais nos casos concretos.
No dia 7 de fevereiro de 2019, uma comissão de juristas presidida por ministros do Superior Tribunal de Justiça apresentou um anteprojeto de lei para modificar a legislação sobre drogas, visando apresentar critérios objetivos para a definição de tráfico e uso pessoal, bem como criar tipos penais distintos para as principais formas de comércio de drogas ilícitas. Também foram nomeados para compor a comissão a procuradora da República Cibele da Fonseca; a juíza federal Amanda Diniz Araújo; o promotor José Theodoro Corrêa de Carvalho; o juiz Joaquim Domingos de Almeida Neto; o advogado Pierpaolo Cruz Bottini; a juíza Joelci Araújo Diniz; o juiz federal Walter Nunes da Silva Júnior; Tatianna Ramalho de Rezende; o jurista Maurício Stegman Dieter; e o médico Drauzio Varella.

### Considerações Políticas
Embora não tenha havido um consenso dos membros acerca dos reflexos políticos e resultados concretos que o estabelecimento de limites de quantidades de drogas para definir posse para uso e posse para tráfico possam resultar, foram levantados três tópicos principais com intuito de se obter um melhor entendimento do tema:

#### Seletividade penal e encarceramento
Foi verificado que apenas a adoção de critérios objetivos ou a limitação em relação à quantidade de drogas, sozinha, não produziria um efeito relevante no encarceramento em massa, principalmente no que se refere aos grupos mais vulneráveis, que são mais afetados pela política de drogas, como jovens pobres e negros, bem como o número cada vez maior de mulheres, sendo o trafico no Brasil correspondente a 70% das prisões destas. Também foi evidenciada no documento a necessidade de que seja estabelecida uma “presunção absoluta de uso pessoal para posse de drogas dentro de um limite a ser fixado”, e, ainda que a adoção de critérios objetivos não deve ficar presa apenas na diferenciação entre usuário e traficante, sendo a diminuição do encarceramento em massa tão relevante quanto à proteção da saúde pública.

#### Balizamentos técnicos para além das quantidades
A nota reforça o fato de que determinados grupos acabam sendo mais afetados com a política de drogas, o que é denominado como uma espécie de “seletividade social ao punir”, pois conforme a o documento, em muitos dos flagrantes por tráfico de drogas o sujeito abordado encontra-se “desarmado, sozinho e com uma quantidade relativamente pequena de drogas”, além de que as abordagens já são dirigidas para comunidades e bairros de baixa renda. Neste sentido, a pesquisa afirma que, a adoção de critérios objetivos poderia acarretar em decisões menos subjetivas, proporcionando aos operadores do direito uma visão mais nítida das consequências “das prisões relacionadas às drogas ilícitas” para a sociedade.

#### Riscos de limite mal definidos
Dentro das considerações políticas nos é apresentada uma relação entre a quantidade limite, a política de repressão e o encarceramento, onde a associação dos dois primeiros, sendo a quantidade limite baixa e a política de repressão alta, acabam resultando no aumento do encarceramento por tráfico de drogas. O documento também afirma que, considerando-se que existe um estigma a respeito dos usuários, quando se tratando de limites, a adoção de critérios objetivos deveriam ser dirigidas à proteção destes, tendo em vista que tais medidas poderiam impedir, ou ao menos refrear, que estes indivíduos fossem condenados por tráfico, segundo o PBPD.

### Considerações técnicas
Na segunda parte da pesquisa, são apresentadas algumas dificuldades no que se refere a determinação de um padrão de consumo médio, pois, conforme averiguado, existe uma alta quantidade de substâncias ilícitas, assim como muitos obstáculos referentes à coleta de dados. É dito também que, mesmo em países onde tais limites foram estabelecidos, não existe um critério específico, sendo esta definição muitas vezes genérica ou referente a uma única substância (ex: a maconha e a cocaína), e não sendo estabelecida para outras drogas. Ainda referente a isso, outro obstáculo apresentado acerca da determinação diz respeito a “pureza na composição química”, pois em alguns países o limite se refere a substância (ex: o THC, princípio ativo da maconha), enquanto que em outros, leva-se em consideração a quantidade de “erva ou resina apreendida”.
A pesquisa também aponta que a variação infra-individual (doses consumidas por uma mesma pessoa em diferentes momentos), poderiam ser utilizadas para traçar determinados padrões de comportamento, mas não para se fazer a distinção entre usuários e traficantes, pois, a maior parte da demanda de drogas, lícitas ou ilícitas, se refere às quantidades consumidas pelos usuários mais frequentes. Também, no caso da produção doméstica, que pode apresentar grandes oscilações nas quantidades produzidas, além do fato de que deve ser considerado que nem sempre a distribuição de drogas têm como único ou principal objetivo o lucro de determinado indivíduo.

## Estudo da Associação Brasileira de Jurimetria
O estudo promovido em 2019 analisou a atividade policial em diversas cidades do estado de São Paulo e foi em busca de dados acerca dos critérios objetivos na caracterização do tráfico ou posse. Destarte, é possível constatar um aumento significativo da população carcerária após a promulgação da Nova lei de drogas (Lei nº 11.343/2005). Existem controvérsias acerca da possibilidade de adoção de critérios objetivos: por um lado, se o limite estabelecido for muito baixo, corre-se o risco de criminalizar usuários, o que é inconstitucional; por outro, corre-se o risco de deixar os traficantes impunes. A definição de um “usuário médio” se torna muito difícil, como mencionado acima por outros estudos da PBPD, endossado pelo estudo da ABJ, que descobriu que a variação pode se dar ao longo do tempo. Segundo o relatório da ABJ, as quantidades flutuam sensivelmente quando são analisados dados com um ano de diferença, por exemplo, portanto seria de bom tom atualizar periodicamente as quantidades limite. No exemplo supracitado da grande quantidade de mulheres em posse de substâncias em presídios e sendo essa quantidade expressivamente maior do que a média, seria aconselhável estabelecer uma quantidade limite mais elevada, para não incorrer no risco de incriminá-las como traficantes.
Os resultados do estudo mostram que os impactos da Nova Lei de Drogas de 2005 variam muito de cidade para cidade. Nas cidades cujos dados foram analisados no estudo, o impacto varia: enquanto na maioria das cidades não houve mudança alguma; outras tiveram um aumento na quantidade de prisões por tráfico, diminuindo a quantidade de apreensões por porte para uso; e um terceiro grupo teve uma diminuição na quantidade de prisões por tráfico de drogas, e aumento das apreensões de porte para uso. Entretanto, as mudanças, nas localidades onde ocorreram, foram significativas, e merecem atenção.
A quantidade varia pouco entre as substâncias nos casos de apreensões por posse (1,7g para cocaína, 1g para crack e 2g para maconha), mas é digno de nota que 17% das apreensões por porte e 19% das apreensões por tráfico foram cadastradas sem nenhuma quantidade de drogas. As diferenças também se mostram na ocorrência de flagrantes: apenas 5% para posse e mais de 50% para tráfico. E, finalmente, quando se trata de testemunhas, a testemunha policial ainda é parte central como elemento de prova, seja a apreensão caracterizada como posse ou tráfico.
Quanto aos recortes de gênero, nota-se que 45% da população carcerária feminina em 2013 estava presa por tráfico de drogas (contra 24% da masculina) sendo as apreensões ocorridas em quantidade considerável em estabelecimentos prisionais, com montantes grandes de substância, traduzindo a prática comum de mulheres levarem drogas para seus companheiros nos presídios.
Em matéria veiculada pelo Estadão, em 2019, tem-se a informação de que, com 1g de substância, a maioria dos réus é tratado como usuário; com mais de 200g, a maioria é tratado como traficante; e com 23g as chances são de 50% para um ou para outro. Portanto, como são decididos os casos que flutuam na zona cinzenta perto da média? O Código Penal assim determina em seu art. 28, § 2º:
“Para determinar se a droga destinava-se a consumo pessoal, o juiz atenderá à natureza e à quantidade da substância apreendida, ao local e às condições em que se desenvolveu a ação, às circunstâncias sociais e pessoais, bem como à conduta e aos antecedentes do agente.”
Na prática, como a testemunha normalmente é o policial militar responsável pela apreensão, raramente os casos medianos são escrutinados e passam por extensa investigação, portanto os critérios mais avaliados são os antecedentes do réu e a localidade onde se encontrava, por exemplo.
Um detalhe importante é que é impossível fazer um recorte de raça na metodologia usada, pois o Boletim de Ocorrência não registra essa informação sobre o suspeito.